# Ново-Чурилинская волость
Ново-Чурилинская волость (тат. ياڭا چورىلىٰ ۋولىٰسىٰ, Яңа Чүриле вулысы), c 1924 года Чурилинская волость (тат. چورىلىٰ ۋولىٰسىٰ, Cyrile vulьsь, Чүриле вулысы) — административная единица в составе Казанской губернии и Татарской АССР. По состоянию на 1915 год, волостное правление и квартира полицейского урядника находились в селении Новое Чурилино.

## География
По состоянию на 1910-е годы граничила с Букмышской, Ядыгерской волостями Мамадышского уезда, Больше-Кибяк-Козинской волостью Лаишевского уезда, Кармышской и Балтасинской волостями Казанского уезда.

## История
Возникла не позднее 1870 года в составе Мамадышского уезда Казанской губернии. В 1920 году, как и весь уезд, вошла в состав Мамадышского кантона Татарской АССР. В 1921 году передана в Арский кантон.
В 1924 году волость укрупнена и переименована в Чурилинскую. Кроме селений, составлявших Ново-Чурилинскую волость, в укрупнённую волость вошли селения Изма-Пукаль и Большая Шикша-Олуяз Букмышской волости Мамадышского кантона.
В 1930 году волость упразднена, большая часть вошла в состав Арского района, селения Кренни, Сюля, Верхний и Нижний Семит, Старый Мичан, Бакшанда, Нижние Отары, Олуяз, Пукаль, Верхние Отары, Курсабаш, Верхний Мичан, Курбаш вошли в состав Сабинского района.

## Состав
В 1930 году волость делилась на 13 сельсоветов: Креннинский, Олуязский, Сизинский, Сикертанский, Старо-Муйский, Верхне-Семитский, Ново-Чурилинский, Ново-Ключищинский, Ташкичский, Чума-Ильгинский, Старо-Мичанский, Нижне-Отарский, Верхне-Отарский, Корсабашский, Верхне-Мичанский.

## Транспорт
Через волость проходил участок Казанбургской железной дороги (часть Московско-Казанской железной дороги).